# Barracuda
Sphyraena é um género de peixes perciformes marinhos, o único da família monotípica Sphyraenidae, que inclui as espécies conhecidas pelo nome comum de barracuda. São peixes ósseos predadores que podem atingir grandes dimensões, armados de fortes mandíbulas e grandes dentes, corpo longo e esguio, quase serpentiforme, recoberto por pequenas escamas lisas. Algumas espécies atingem 2,1 m de comprimento total e 30 cm de diâmetro. O género inclui 28 espécies com distribuição natural nas zonas tropicais e sub-tropicais de todos os oceanos. Com hábitos pelágicos, as barracudas ocorrem junto à superfície das águas e nas proximidades de recifes de coral ou de áreas com o fundo recoberto por prados marinhos. O registo fóssil conhecido deste género inicia-se há 56 milhões de anos, no baixo Eoceno.

## Descrição
As barracudas são peixes alongados e finos, quase serpentiformes, que podem alcançar 1,8 m de comprimento total, chegando nalguns casos a ultrapassar os 2,1 m de comprimento total e os 30 cm de diâmetro. A cabeça é grande e afilada, terminando numa boca desproporcionadamente grande e repleta de dentes aguçados, de tamanhos desiguais, inseridos em fundos alvéolos dentários distribuídos irregularmente ao longo das poderosas mandíbulas. Na maioria das espécies a mandíbula inferior é proeminente.
Nas barracudas, a superfície externa dos opérculos é lisa e sem espinhos, recoberta por pequenas escamas. Apresentam duas barbatanas dorsais bem separadas uma da outra e uma linha lateral proeminente. A barbatana anterior tem cinco espinhos e a barbatana posterior apenas um espinho, mas complementado por nove raios moles. A barbatana dorsal posterior é semelhante em tamanho à barbatana anal e está situado acima dela. O linha lateral é proeminente e estende-se em linha recta da cabeça à cauda. A barbatana dorsal é espinhosa e está colocado acima das barbatanas pélvicas, estando normalmente recolhida num sulco. A barbatana caudal é moderadamente bifurcada, com os seus gumes posteriores com dupla curvatura, e está situado na extremidade de um robusto pedúnculo caudal. As barbatanas peitorais estão inseridas em posição lateral baixa. A bexiga natatória é grande.
Na maioria dos casos, as barracudas apresentam coloração azul escura, verde escura, esbranquiçada ou cinzenta na parte superior do corpo, com os lados prateadas e a barriga cinzento claro ou esbranquiçada. A coloração varia um pouco entre as espécies. Em algumas espécies ocorrem manchas escuras irregulares e desorganizados, outras apresentam uma fila de barras transversais mais escuras em cada lado. As barbatanas podem ser amareladas ou escuras.
Algumas espécies podem atingir grandes dimensões, mas o comprimento destes vorazes peixes varia em geral entre os 45 cm, nas espécies menores, e cerca de 1,8 m no caso da grande barracuda, a espécie Sphyraena barracuda. Esta espécie ficou conhecida na literatura popular pelo epíteto de tigre dos mares, pelo seu formidável tamanho, rapidez no ataque e imerecida reputação de hostilidade na sua relação com os humanos. Entre as espécies mais corpulentas estão a Sphyraena sphyraena, que ocorre no Mediterrâneo e no leste do Atlântico, e Sphyraena picudilla, da costa atlântica da América tropical, onde ocorre desde a Carolina do Norte ao Brasil, incluindo a Bermuda. Outras espécies de grandes barracudas ocorrem nas águas quentes de todos os oceanos, entre as quais Sphyraena argentea, encontrada a partir de Puget Sound para o sul até ao Cabo San Lucas, e a espécie Sphyraena jello, que ocorre nos mares da Índia e do arquipélago malaio.
As barracudas vivem principalmente nos oceanos, mas certas espécies, como a grande barracuda (S. barracuda), podem viver em água salobra na foz de rios e em estuários.
As barracudas podem viver isoladas, mas a maioria das espécies forma cardumes numerosos. São predadores muito vorazes, que atacam por emboscada e contam com a sua rapidez para dominar as presas. Em geral, estes peixes são considerados perigosos para as pessoas. A sua carne é apreciada para alimentação humana, mas os adultos de grandes dimensões podem causar a intoxicação conhecida por ciguatera em resultado de comerem peixes que se tenham alimentado, direta ou indiretamente, de dinoflagelados e outros organismos tóxicos para os humanos.

## Etologia
As barracudas são ferozes predadores oportunistas, que utilizam a velocidade e a surpresa como principais estratégias de captura das suas presas. Há registo de barracudas atingirem, durante curtos intervalos, velocidades de até 45 km/h graças ao hidrodinamismo dos seus corpos e força muscular para alcançarem as suas presas.
Os adultos da maioria das espécies tendem a ser solitária, mas os juvenis e os jovens adultos reúnem-se frequentemente em cardumes que alguns casos podem conter grande número de espécimes. As barracudas atacam principalmente outras espécies de peixes, incluindo em alguns casos espécimes tão corpulentos quanto o atacante. Matam e consomem as presas maiores despedaçando e rasgando pedaços de carne. São animais competitivos e agressivos, sendo frequente vistos competindo pela presa contra espécies como a cavala e o peixe agulha e por vezes mesmo contra golfinhos.
As barracudas capturam uma grande variedade de presas, com destaque para os pequenos peixes pelágicos, para as garoupas, os pargos, os juvenis dos atuns, os arenques e as anchovas. Na captura, abocanham a presa, simplesmente mordendo-a e cortando-a ao meio. Parecem ser também necrófagos e detritívoros, consumindo quaisquer espécies menores com que se deparem.

### Interação com humanos
Como os tubarões, algumas espécies de barracuda têm a reputação de ser perigosas para os nadadores. Sendo as barracudas predadores oportunistas e detritívoros, aqueles animais podem confundir os mergulhadores e nadadores com grandes predadores, seguindo-os na esperança de comer os restos das suas presas. São conhecidos relatos de nadadores mordidos por barracudas, mas esses incidentes são raros e, possivelmente causada por má visibilidade. Embora seja raro, grandes espécimes de barracudas podem ocorrer em águas pouco profundas e de baixa transparência, nomeadamente próximo da foz de rios. Como caçam essencialmente peixes, as barracudas podem confundir objetos que brilhem e faisquem com  presas, desencadeando o ataque.
Num incidente relatado pela imprensa, uma barracuda terá saltado fora da água e ferido com gravidade uma praticante de passeios em caiaque ao largo das Keys, Flórida, mas Jason Schratwieser, diretor do departamento de conservação do International Game Fish Association, afirmou que o ferimento poderia ter sido causado por um espécime de Tylosurus crocodilus, o zambaio ou peixe-crocodilo.
Alimentar à mão as barracudas, ou em geral tocar-lhe, deve ser evitado. A caça submarina em locais onde existam barracudas também pode ser perigosa, pois aqueles peixes são capazes de rasgar um pedaço de carne de um peixe ferido preso num arpão, ou mesmo de morder o braço que segura o arpão ou o peixe. Os seres humanos não estão na dieta preferida da espécie, mas a pressa pode levar a confusão.
As barracudas são populares tanto alimento, sendo por isso alvo da pesca comercial, e como presas na pesca lúdica. A carne destes peixes é mais frequentemente consumidos como filetes ou bifes. As espécies maiores, como a barracuda-gigante (S. barracuda), têm sido implicados em casos da intoxicação alimentar conhecida por ciguatera. Os sintomas mais comuns em pessoas que foram diagnosticadas com este tipo de intoxicação alimentar são o desconforto gastro-intestinal, a fraqueza muscular e alguma incapacidade de diferenciar o quente do frio de forma eficaz.
Nas regiões costeiras da África Ocidental a carne das barracudas é fumada para uso em sopas e molhos. A dissecação obtida durante o processo de fumeiro protege a carne destes animais, que é delicada, da desintegração durante a cozedura e realça o seu sabor.

## Espécies
O género Sphyraena inclui 28 espécies validamente descritas:
- Sphyraena arabiansis E. M. Abdussamad, Ratheesh, R. Thangaraja, Bineesh & D. Prakashan, 2015[13]
- Sphyraena acutipinnis F. Day, 1876
- Sphyraena afra W. K. H. Peters, 1844
- Sphyraena argentea Girard, 1854  (barracuda-do-pacífico)
- Sphyraena barracuda (G. Edwards, 1771) (grande-barracuda)
- Sphyraena borealis DeKay, 1842
- Sphyraena chrysotaenia Klunzinger, 1884 (barracuda-amarela)
- Sphyraena ensis D. S. Jordan & C. H. Gilbert, 1882 (barracuda-mexicana)
- Sphyraena flavicauda Rüppell, 1838 (barracuda-de-cauda-amarela)
- Sphyraena forsteri G. Cuvier, 1829
- Sphyraena guachancho G. Cuvier, 1829
- Sphyraena helleri O. T. Jenkins, 1901
- Sphyraena iburiensis Doiuchi & Nakabo, 2005
- Sphyraena idiastes Heller & Snodgrass, 1903
- Sphyraena intermedia Pastore, 2009 [14]
- Sphyraena japonica Bloch & J. G. Schneider, 1801
- Sphyraena jello G. Cuvier, 1829
- Sphyraena lucasana T. N. Gill, 1863
- Sphyraena novaehollandiae Günther, 1860
- Sphyraena obtusata G. Cuvier, 1829
- Sphyraena picudilla Poey, 1860
- Sphyraena pinguis Günther, 1874 (barracuda-vermelha)
- Sphyraena putnamae D. S. Jordan & Seale, 1905
- Sphyraena qenie Klunzinger, 1870
- Sphyraena sphyraena (Linnaeus, 1758)
- Sphyraena tome Fowler, 1903
- Sphyraena viridensis G. Cuvier, 1829
- Sphyraena waitii W. Ogilby, 1908

## Galeria

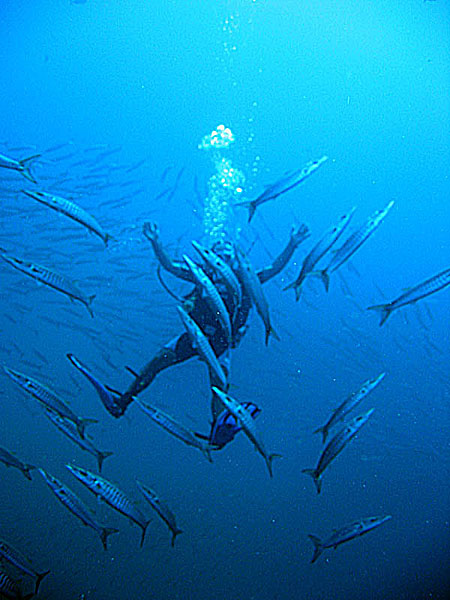
Mergulhador a nadar com um cardume de barracudas da espécie Sphyraena putnamae ao largo de Ko Tao, Tailândia.
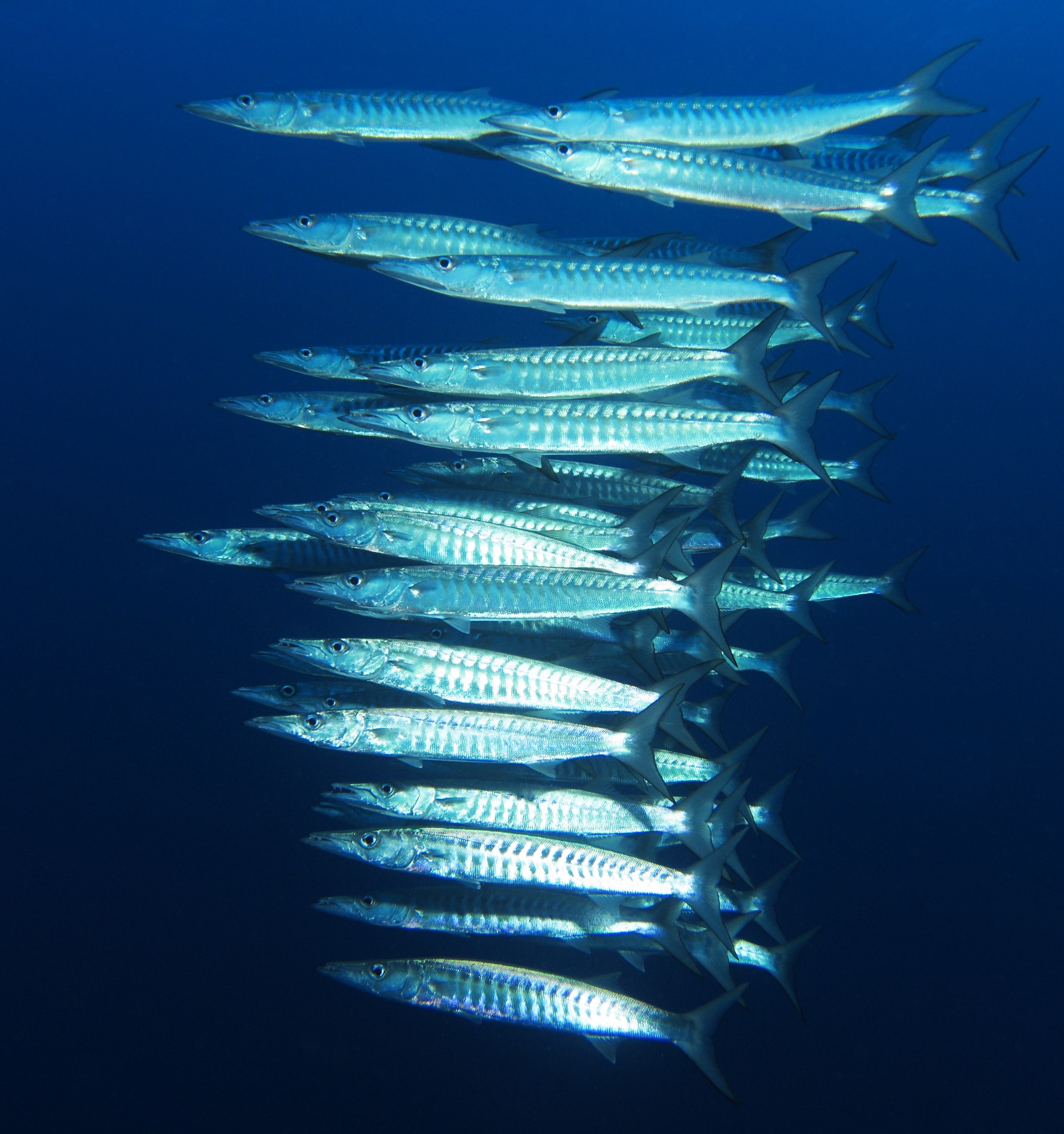
Cardume de Sphyraena qenie (Elphinstone Reef, Mar Vermelho.
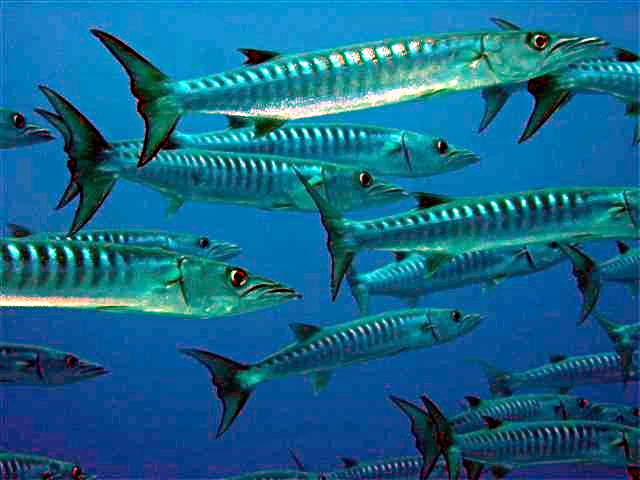
Cardume de Sphyraena putnamae (Bora Bora).
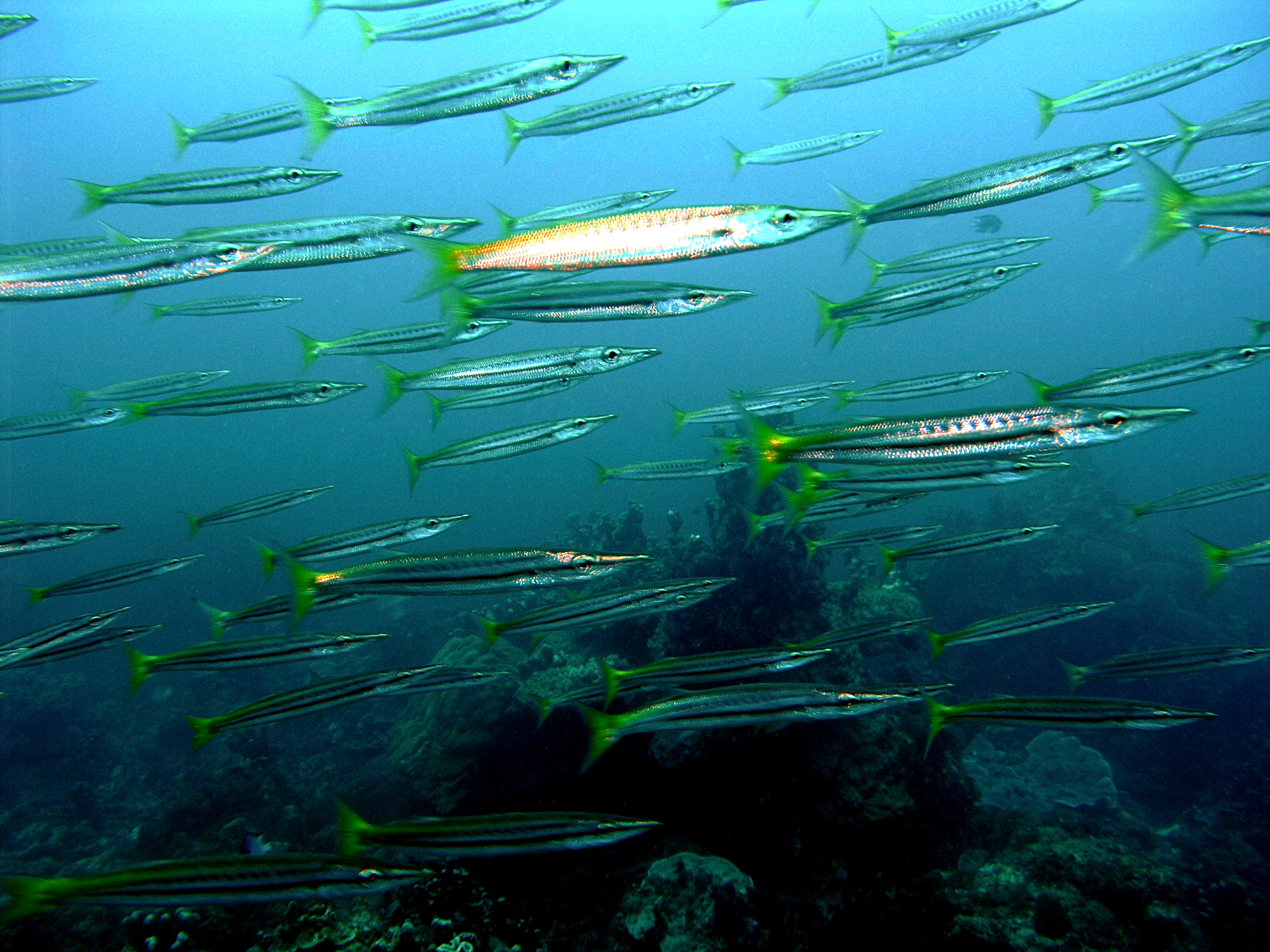
Cardume de Sphyraena flavicauda ao largo de Dayang, Malásia.
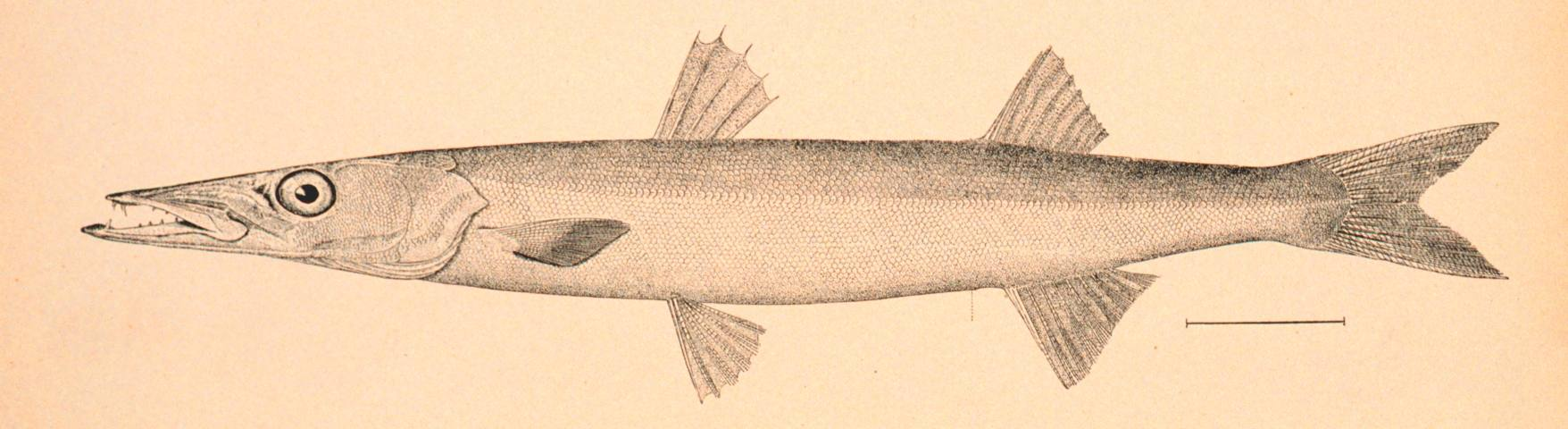
Sphyraena borealis.
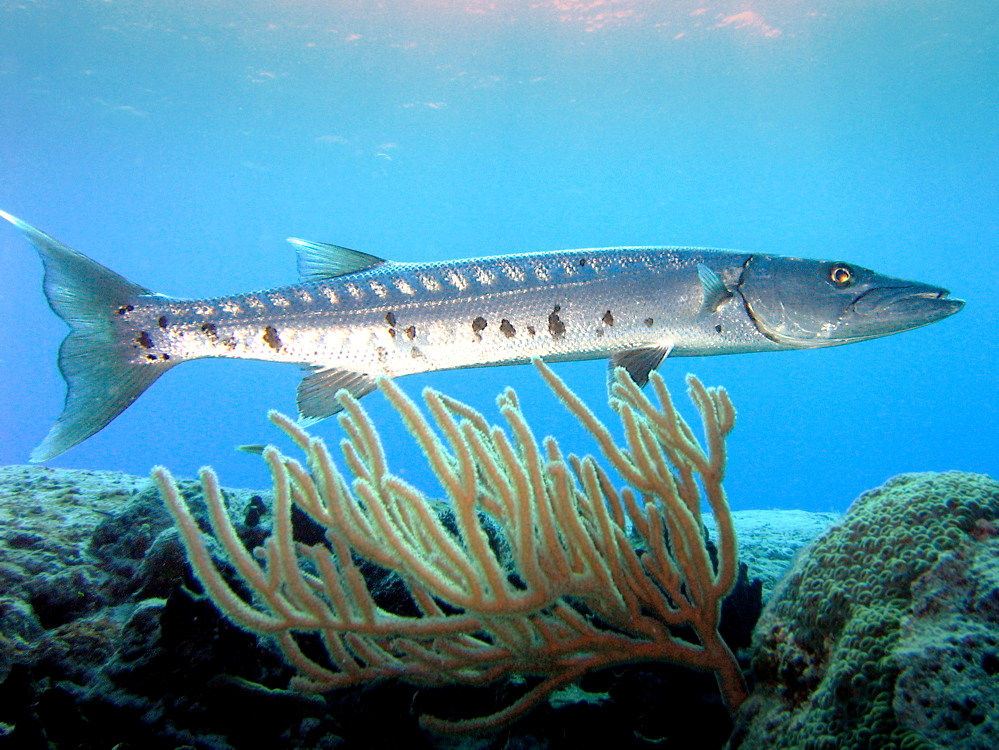
Barracuda a pairar na corrente no Paradise Reef, Cozumel, México
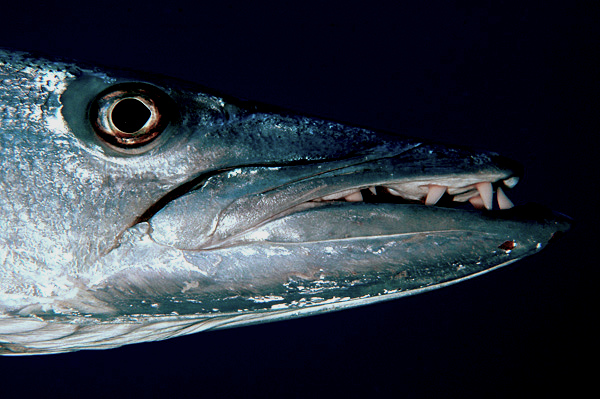
Grande plano da cabeça de Sphyraena barracuda
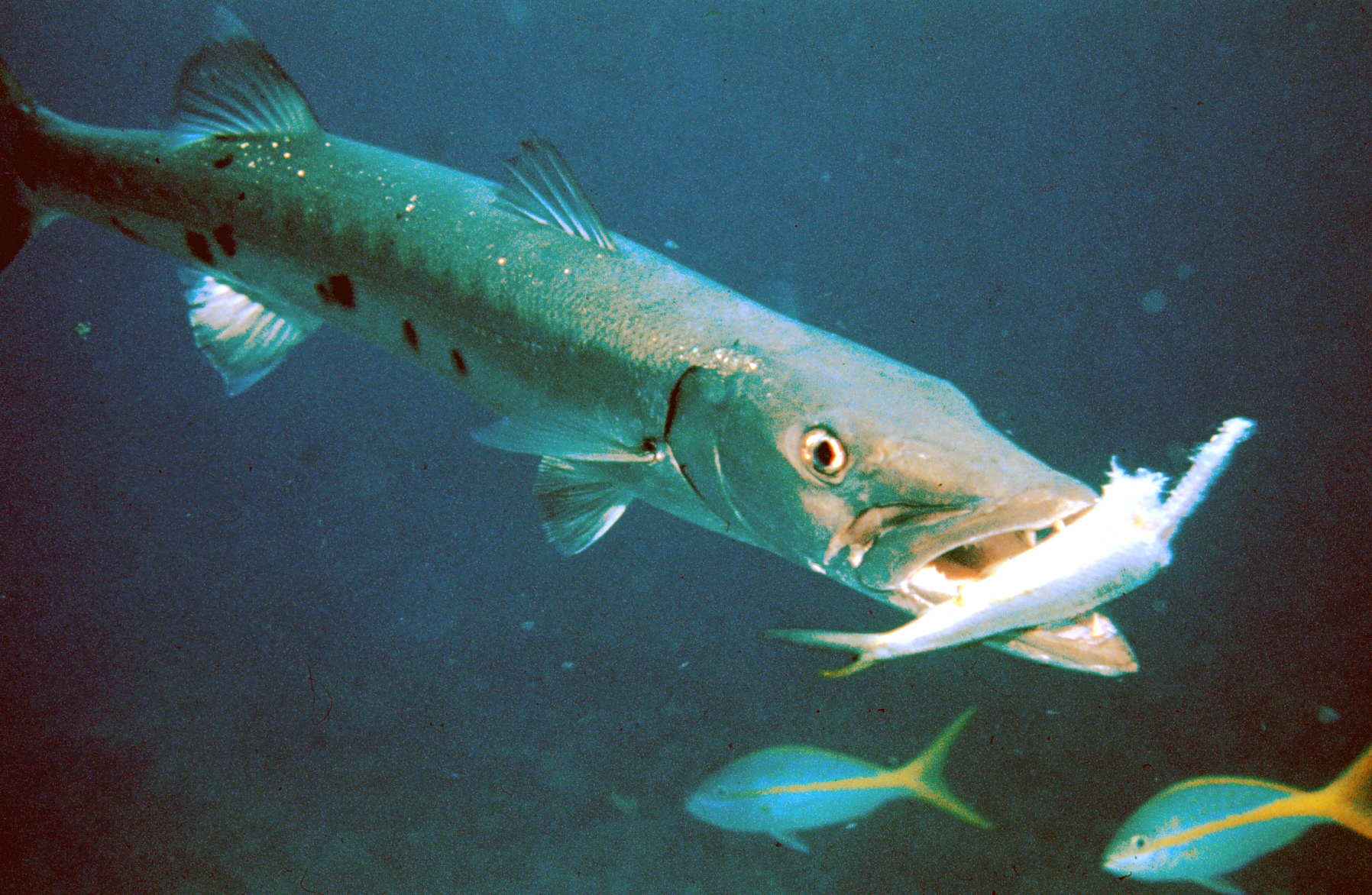
Sphyraena barracuda, com presa.